# Ayurveda

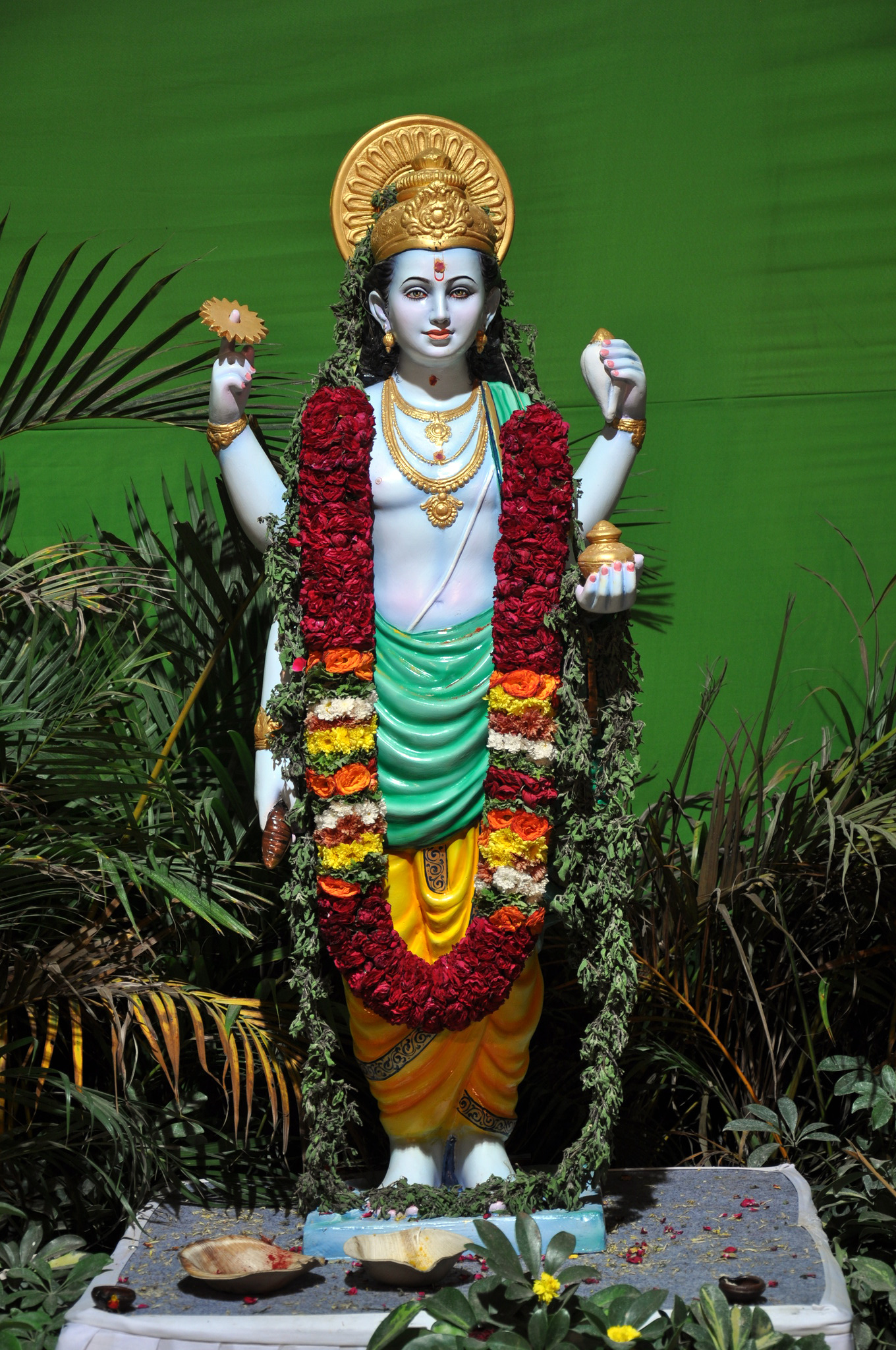
Dhanvantari, il dio dell'Ayurveda

L'ayurvèda (in sanscrito आयुर्वेद) è la medicina tradizionale utilizzata in India fin dall'antichità, diffusa ancora oggi nel subcontinente più della medicina occidentale. Due altre medicine affini sono la Siddha, praticata anticamente dal popolo Tamil, e la medicina tradizionale nepalese.
L'Ayurveda è, al 2015, ben integrata nel sistema sanitario nazionale indiano con diversi ospedali ayurvedici presenti in tutto il paese. Negli Stati Uniti la pratica dell'ayurveda è consentita nell'ambito dell'esercizio delle terapie complementari.
Non c'è alcuna prova scientifica che l'ayurveda sia efficace per il trattamento di una qualsiasi malattia. Preoccupazione è stata espressa in relazione ai prodotti ayurvedici: diversi studi negli USA mostrano come circa il 20% dei rimedi farmaceutici ayurvedici prodotti in USA e in India contengano metalli pesanti come piombo, mercurio e arsenico a un livello tossico per l'uomo.

## Definizione
Ayurveda è una parola composta da ayur, durata della vita o longevità, e veda, conoscenza rivelata. Molti traducono erroneamente l'ayurveda come "scienza della vita". In realtà è un sistema definito come molto vasto e complesso comprendente aspetti di prevenzione, oltre che di cura, che permetterebbero, secondo i suoi sostenitori, di vivere più a lungo e di migliorare la propria salute e rispettare il proprio corpo.
Viene citata per la prima volta nel Caraka-Saṃhitā, un trattato di 500 principi medicinali compilato durante il regno dell'imperatore Kaniṣka. È attualmente annoverata dall'Unione europea e dalla maggior parte degli Stati membri tra le medicine non convenzionali la cui erogazione è consentita soltanto da parte di medici qualificati. Antico e complesso sistema, si è sviluppato nella sua forma attuale attraverso millenni di ricerche e sforzi innovativi.
L'ayurveda si occupa del benessere delle persone, nel loro aspetto fisico, psichico e spirituale e si occupa delle patologie tanto quanto dello stato di salute normale. Lo scopo vuole essere quello di aiutare le persone malate a curarsi e le persone sane a mantenere il proprio benessere e prevenire le malattie. In generale i principi medicinali utilizzati sono minerali, metalli purificati e combinati con acidi fulvici ed erbe, in forma di polveri, pastiglie, infusi, ecc. La maggior parte è di natura fitoterapica, come l'Amalaki (Emblica officinalis), il Trikatu, un composto di tre erbe, zenzero, pepe e pippali (Piper longum), Haridra (Curcuma sp.), Brahmi (Bacopa monnieri), Tulsi (Ocimum sanctum), Erand (Ricinus communis), Guduchi (Tinospora cordifolia), Kumari (Aloe sp.), Gokshur (Tribulus terrestris). Ogni medicinale ha una specifica modalità di utilizzo, perché agisca con la sua massima efficacia.

## Origini

### Origini mitologiche
Le origini dell'ayurveda sono intrise della ricca mitologia indiana. Si ritiene infatti che l'ayurveda, la "scienza della durata della vita", risalga a Brahmā, creatore dell'universo. Costui fece dono del sistema ayurvedico a Daksa Prajapati e da questi agli Aśvin, e infine da loro a Indra, signore degli dei vedici. Da Indra infine l'ultimo passaggio ai suoi 4 discepoli, Bharadvaja, Atreya, Kaśyapa e Dhanvantari. Nei primi capitoli della Caraka Samhita è narrata la storia dell'origine mitica dell'ayurveda.

### Origini storiche
Le origini storiche dell'ayurveda si perdono indietro nei millenni, a un'epoca precedente al ritrovamento di documenti scritti che certifichino la sua esistenza. È opinione condivisa che, come per molte altre tradizioni e opere, anche per l'ayurveda e per i Veda in generale ci sia stata una capillare diffusione orale prima della sistemizzazione in forma scritta che cominciò ad avvenire con una serie di trattati a partire dal 450 a.C. circa. La testimonianza di Fǎxiǎn, un pellegrino buddhista arrivato nel V secolo d.C. nella città di Pataliputra, è una delle più antiche descrizioni al mondo di un sistema ospedaliero civico e fa pensare che l'India possa essere stato il primo paese al mondo a sviluppare un sistema metropolitano organizzato di assistenza medica su base istituzionale.

## Principi filosofici
Secondo l'Ayurveda il corpo fisico è pervaso da tre doṣa (energie vitali) in proporzioni diverse. Questi determinano tramite il loro stato di equilibrio o squilibrio rispetto alla costituzione individuale (prakṛti) lo stato di benessere o malattia dell'individuo. Ogni doṣa è composto da cinque elementi (Pañca-mahā-bhūta) e ha determinate qualità (guṇa) che li caratterizzano.
I tre dosha sono:
Vata
composto da spazio (ākāśa) e aria (vāyu), è il principio del movimento, legato a tutto ciò che è movimento nel corpo (sistema nervoso, respirazione, circolazione sanguigna, ...). Le sue qualità sono: freddezza, secchezza, leggerezza, sottigliezza, mobilità, nitidezza, durezza, ruvidezza e fluidità. La sua sede principale è il colon e i suoi 5 sub-dosha sono: Prana, Udana, Samana, Apana e Vyana.
Pitta
composto da fuoco (tejas) e acqua (jala), è il dosha legato alla trasformazione, alla digestione intesa sia a livello fisico (stomaco, fuoco digestivo detto anche agni) sia a livello mentale (elaborazione delle emozioni). Le sue qualità sono: caldo, untuoso, leggerezza, sottigliezza, mobilità, nitidezza, morbidezza, levigatezza, chiarezza e fluidità. La sua sede principale è l'intestino tenue e i suoi 5 sub-dosha sono: Pacaka, Ranjaka, Sadhaka, Alochaka e Bhrajaka.
Kapha
composto da acqua (jala) e terra (prithvi), è il dosha legato alla coesione, al tener unito, è proprio dei fluidi corporei, lubrifica e mantiene il corpo solido e uniforme. Le sue qualità sono: freddezza, umidità, pesantezza, grossolanità, stabilità, opacità, morbidezza, levigatezza e densità. I suoi cinque sub-dosha sono: Kledaka, Avalambaka, Bodhaka, Tarpaka e Slesaka.
I dosha consentono di classificare le tendenze psicofisiche presenti nel corpo e le disfunzioni che ne possono derivare. Secondo l'ayurveda le patologie nascono quando si vengono a creare degli squilibri nei dosha (vikriti); l'individuazione degli squilibri in un dosha, corrispondente alla diagnosi, conducono a trovare i rimedi per ristabilirne lo stato di equilibrio individuale (prakriti) e quindi la guarigione. Le principali cause di squilibrio dei dosha sono tre:
- il prajna-aparadha, ovvero l'errore dell'intelletto che si concretizza nel ripetere azioni e mantenere atteggiamenti che, pur sapendo intrinsecamente sbagliati, vengono perpetuati in nome di desideri o pulsioni materiali;
- il kala-parinama, ovvero le oscillazioni dei dosha all'interno del giorno, delle stagioni e della vita;
- l'asatmyendriyartha-samyoga, ovvero l'errato uso dei sensi, intendendo con questo un uso improprio in eccesso o difetto dei sensi.

## Terapie ayurvediche
L'Ayurveda prevede la propria terapia attraverso 5 azioni differenti volte a riequilibrare i dosha, quando necessario, o rafforzarli lavorando sullo stato di vikriti (malattia, squilibrio) al fine di ripristinare la prakriti (salute, equilibrio) della persona. Queste azioni comuni, che differiscono in tipo da una persona a un'altra anche quando hanno la stessa patologia, secondo i propri dosha sono:
- Trattamenti da eseguire con olii medicati o polveri d'erbe presso un terapista qualificato, alcuni dopo essere stati visitati da un Vaidya (Medico Ayurvedico).
- Sostanze erboristiche naturali da assumere sotto forma di pastiglie o tisane secondo prescrizione.
- Consigli alimentari corretti a seconda del proprio dosha.
- Piccole abitudini di vita che "possono davvero fare la differenza".
- Esercizio fisico appropriato, solitamente yoga e tecniche di rilassamento e di respirazione profonda.

## Utilizzo di metalli tossici
Nella medicina ayurvedica è presente la pratica di aggiungere metalli (cosiddetta Rasa shastra) ai composti farmaceutici. Tuttavia questi possono avere natura tossica per l'uomo, come è il caso per esempio di piombo, arsenico e mercurio. Nei testi tradizionali ayurvedici sono riportati eventi avversi causati dai prodotti, tuttavia i praticanti sono piuttosto restii ad ammettere la possibile tossicità dei rimedi ayurvedici.
Uno studio del 1990 sulla medicina ayurvedica in India mostra che il 41% dei prodotti testati conteneva arsenico e il 64% conteneva piombo e mercurio. Uno studio del 2004 riportava la presenza di metalli pesanti nel 20% delle preparazioni ayurvediche realizzate nel sud dell'Asia e vendute nella città di Boston; questo studio conclude che i rimedi ayurvedici possono essere rischiosi per la salute e che dovrebbero essere sempre testati per verificare la presenza di metalli tossici per l'uomo. Uno studio del 2008 confermava la presenza di metalli tossici in circa il 20% dei rimedi analizzati. Nel 2012 il Centers for Disease Control and Prevention statunitense segnalò i rimedi ayurvedici come fonte di avvelenamento di alcune donne incinte.
Chi crede nella medicina ayurvedica ritiene che la tossicità di questi metalli sia ridotta attraverso i processi di purificazione come il samskaras o lo shodhanas.
In seguito alle preoccupazioni emerse in relazione a questi rimedi, l'India ha statuito che i prodotti ayurvedici debbano indicare in etichetta la quantità di metalli contenuta; tuttavia una pubblicazione dell'Indian Academy of Sciences nota come l'assenza di controlli post produzione e la scarsa validità dei test di laboratorio effettuati rendono la norma di difficile applicazione e di scarsa affidabilità.